# Betty McKinnon
Betty McKinnon, eigentlich Elizabeth L. McKinnon, (* 13. Januar 1925; † 24. Juni 1981) war eine australische Sprinterin.
Bei den Olympischen Spielen 1948 in London gewann sie die Mannschafts-Silbermedaille in der 4-mal-100-Meter-Staffel zusammen mit ihren Teamkolleginnen Shirley Strickland, June Maston und Joyce King, hinter dem Team der Niederlande (Gold) und vor dem Team aus Kanada (Bronze).
Bei den australischen Track & Field-Meisterschaften wurde sie 1947–1948 über 100 Yards und 220 Yards jeweils Dritte.